# Muzeum Historii Gitary w Katowicach
Muzeum Historii Gitary w Katowicach – prywatne muzeum z siedzibą w Katowicach. Placówka jest prywatnym przedsięwzięciem Leszka Kwaśniewicza i Tomasza Cierpisza, a jego siedzibą jest lokal położony w kamienicy przy ul. Krzywej 4.
Muzeum zostało otwarte w kwietniu 2015 roku. W jego zbiorach znajduje się ok. 75 egzemplarzy instrumentów szarpanych, będących bądź poprzednikami dzisiejszej gitary bądź odgałęzieniami jej rozwoju, pochodzących z całego świata. Większość instrumentów jest sprawna i gotowa do gry.
Zwiedzanie jest możliwe po uzgodnieniu telefonicznym. Wstęp jest płatny.